# جيوفاني مورينو
جيوفاني أندريس مورينو كاردونا (بالإسبانية: Giovanni Moreno) (مواليد 1 يوليو 1986 في سيغوفيا) لاعب كرة قدم كولومبي دولي يجيد اللعب في خط الوسط . يلعب حاليا لصالح نادي راسينغ الأرجنتيني منذ 2010 .

## روابط خارجية
- جيوفاني مورينو على موقع الاتحاد الدولي (مؤرشف)  (الإنجليزية)
- جيوفاني مورينو على موقع قاعدة بيانات كرة القدم.إي يو (الإنجليزية)
- جيوفاني مورينو على موقع ناشيونال فوتبول تيمز (الإنجليزية)
- جيوفاني مورينو على موقع Soccerway.com (الإنجليزية)
- جيوفاني مورينو على موقع عالم كرة القدم.نت (الإنجليزية)
- جيوفاني مورينو على موقع كووورة